# Pseudoangonyx excellens
Pseudoangonyx excellens là một loài bướm đêm thuộc họ Sphingidae. Loài này có ở Aru, Papua New Guinea và phía bắc Queensland.
Con trưởng thành có cánh trước màu nâu đậm và nhạt với một dải trắng con. Cánh sau màu vàng với rìa nâu đậm.